# Juliana Freire
Juliana Freire de Lima e Silva é uma cientista da computação brasileira, professora de ciência da computação e engenharia do Instituto Politécnico da Universidade de Nova Iorque (NYU-Poly). É conhecida por suas pesquisas em visualização de informação e assistência computadorizada para reprodutibilidade científica.
Juliana Freire é graduada pela Universidade Federal do Ceará, e obteve um doutorado na Universidade Stony Brook. Antes de ingressar na NYU-Poly em 2011 foi pesquisadora do Bell Labs e membro do corpo docente da Oregon Health & Science University e da Universidade de Utah.
Os projetos de pesquisa de Freire incluem o sistema de gerenciamento de fluxo de trabalho científico VisTrails, e o mecanismo de busca DeepPeep para conteúdo de banco de dados da web.
Juliana Freire foi co-presidente do programa da conferência WWW2010. Em 2014 foi eleita fellow da Association for Computing Machinery "for contributions to provenance management research and technology, and computational reproducibility."